# Noein
Noein: To your other self (ノエイン もうひとりの君へ Noein: Mō Hitori no Kimi e?) es una serie anime,  dirigida por Kazuki Akane y Kenji Yasuda y producida por Satelight. La serie tiene 24 episodios

## Argumento
Quince años en el futuro, tiene lugar una violenta batalla entre dos "Espacio-Tiempo": La'cryma, un posible futuro de nuestro propio universo en el que se ha desarrollado una tecnología de ficción basada en la física cuántica y Shangri'la, una dimensión con la intención de destruir todo el tiempo y el espacio. La clave para detener la invasión Shangri'la es un misterioso objeto conocido como el "Torque de Dragón" (竜のトルク Ryū no Toruku?). Un grupo conocido como los "Caballeros de Dragón" es enviado a través del espacio y el tiempo para encontrarlo. En el presente, una niña de doce años de edad llamada Haruka y su amigo Yū se encuentran, tras escaparse de casa, con uno de estos caballeros, llamado Karasu. Este cree que Haruka es el "Torque de Dragón".

## Aspectos de la Serie
El planteamiento de la serie utiliza conceptos conocidos de la física como "espacio-tiempo". El "Torque del Dragón" de Haruka tiene forma de Uróboros, haciendo alusión a esta relación de espacio y tiempo.
Noein hace uso de interpretaciones actuales de la mecánica cuántica, particularmente la Teoría de los universos múltiples de Hugh Everett que considera el universo como una ramificación hacia una infinidad de posibles estados de diversa probabilidad cada uno. También alude a la Interpretación de Copenhague, lo que sugiere que un observador o la medición es importante para determinar la probabilidad y coherencia de cada uno de estos estados. En el anime, Haruka posee la condición de "Supremo observador", lo que le permite determinar el resultado de un acontecimiento solamente mediante la "observación" de uno de los futuros posibles de la misma.
En el episodio 11, Uchida explica a su guardaespaldas Kōriyama el experimento del gato de Schrödinger, un supuesto teórico en el que un gato se encuentra encerrado en una caja junto con un frasco de gas venenoso. La caja contaría con mecanismo activado por la desintegración de una partícula radiactiva que tiene un 50% de probabilidades de hacerlo, en cuyo caso se liberaría el veneno y el gato moriría, o permanecer estable sin que el gato sufra daño.   Podemos decir que el gato está suspendido ambiguamente ("existiendo una superposición") entre la vida y la muerte antes de ser observado, ya que después de realizar la observación se verá solamente uno de los posibles estados a los que está destinado, forzando el colapso de una de las dos opciones que existían previamente. Durante la misma conversación también parafrasea a Albert Einstein: "Dios no juega a los dados."

## Personajes

### Hakodate (El Espacio-tiempo presente)
Téngase en cuenta que Hakodate, el principal espacio-tiempo en donde se desarrolla la historia, es una ciudad real de la prefectura de Hokkaidō en Japón, y muchas de las características de la ciudad real fueron replicadas con gran detalle en Noein.
Haruka Kaminogi (上乃木 ハルカ Kaminogi Haruka?)
Haruka es una de las protagonistas de la historia que pertenece al presente espacio-tiempo. Era una estudiante de primaria típica, hasta que un día durante una "prueba de coraje" en el cementerio junto a sus amigos conoce a Karasu, a quien ya había visto con anterioridad sobre la torre de una iglesia.
Aunque inicialmente se desconozca, Haruka es el Torque del Dragón. Lo descubre al activar sus poderes al ser amenazada por Atori. En otras muchas ocasiones sufre ataques por parte de los Caballeros de Dragón, pero siempre acude Karasu en su defensa. Durante un tiempo ambos fueron transportados al espacio-tiempo de La'cryma, donde Karasu fue torturado y Haruka encarcelada.
Cuando Shangri'la ataca a La'cryma, Haruka casi se ve sacrificada para que sus poderes puedan ser utilizados para evitar la invasión, pero un agotado Karasu consigue rescatarla a tiempo y devolverla a Hakodate. Allí permanece con ella para ayudarla a evitar que el resto de los Caballeros de Dragón la capturen, aunque más tarde Haruka permite voluntariamente que Noein la lleve consigo.
Haruka se horroriza al descubrir que Noein es otro Yū de otro posible espacio-tiempo futuro. Este aún la ama, pero de una forma muy retorcida y casi maniática. Haruka se niega a admitir que Noein sea el mismo que Yū y Karasu. Ella y Yū regresan a la tierra juntos, y Karasu promete que se verán de nuevo dentro de 15 años, cuando Yū crezca.
Algunos meses después, Haruka anticipa el retorno de Yū por vacaciones, y cuenta a sus amigos que ha intercambiado correos electrónicos con él. Recordando a Karasu, da un último vistazo a la torre de la iglesia donde lo vio por primera vez.
Haruka muestra un profundo afecto, casi incondicional, por Yū y Karasu. Al principio Yū siente celos por el cariño que siente hacia Karasu, sin saber que en realidad ambos son la misma persona en un tiempo distinto. Aparentemente ambos pueden escucharla cuando está sufriendo, incluso cuando se encuentra en un tiempo-espacio distinto.
Takuya Mayuzumi (黛 拓也 Mayuzumi Takuya?)
Takuya Myuzumi es el padre de Haruka, un prominente científico en el campo de la física cuántica. Es uno de los fundadores del Proyecto Círculo Mágico, cuyo propósito es controlar el flujo del tiempo y el espacio. Él está divorciado de Asuka, la madre de Haruka, pero aún mantiene una relación bastante cercana con su hija. Después de conocer el peligro del Proyecto Círculo Mágico, se une a Kyōji y Ryōko para intentar detener su activación.
Yū Gotō (後藤　ユウ Gotō Yū?)
Es uno de los compañeros de clase de Haruka en el espacio-tiempo presente, y uno de los protagonistas de la serie. Lleva una vida distinta de la de los demás estudiantes, forzado por su madre a asistir a una escuela intensiva para preparar un examen de admisión en una escuela secundaria de Tokio. No tiene tiempo para nada más que no sea estudiar, lo que le lleva a decidir una huida de casa, que resulta frustrada. Sin embargo, más adelante su madre se vuelve más blanda después de hablar con la madre de Haruka, amiga suya de la infancia. Tras dejar de verlo como una imposición, decide hacer los exámenes de ingreso por su propia decisión.
Yū inicialmente no quiere tener nada que ver ni con La'cryma, ni con los Caballeros de Dragón, a causa del desprecio que muestra Karasu por él y el comportamiento maniático de Atori. Pero termina uniéndose al grupo a regañadientes para salvar a Haruka de Noein e impedir la destrucción de todos los espacio-tiempo. Cuando se encuentra con la versión monstruosa de él mismo que es Noein termina repudiándolo como posible futuro de su realidad, y acabando así con él.
Al final de la serie conocemos que Yū está estudiando en Tokio, tras haber pasado los exámenes. Algunas veces vuelve a su casa de Hakodate durante las vacaciones, y mantiene correspondencia con Haruka constantemente a través del correo electrónico.
Tiene una profunda amistad con Haruka, de quien finalmente se dará cuenta que está enamorado. Parece una persona débil y poco sociable, y tiene la misma ansiosa y dubitativa personalidad que Karasu —un hecho que parece molestarle a la versión de 15 años en el futurode sí mismo.— Parece tener incluso algún tipo de vínculo paranormal con Haruka, ya que tanto él como Karasu pueden oírla si pide auxilio, aunque sea desde un espacio-tiempo diferente.
Hay otros Yū en otros tiempo-espacio, algunos de los cuales perderán a Haruka. Mientras que algunos permanen como están, otros cambian radicalmente a causa de la pérdida. Karasu es depresivo y nihilista, pero se le reconoce como Yū; por otra parte, Noein, está trastornado y resulta malvado hasta el punto de que Yū lo repudie como futuro suyo.
Miyuki Gotō (後藤　美有樹 Gotō Miyuki?)
Es la madre de Yū. Es muy estricta con los estudios de Yū. Según avanza la historia, se conoce que está muy influenciada por la muerte de su hermana, una persona de mucho éxito antes de morir, a quien quiere que Yū se parezca. Cuando Yū intenta fugarse con Haruka, va en busca de su hijo. Más adelante Haruka usa el Torque del Dragón para llevar a Miyuki al pasado, donde resuelve la preocupación que tenía sobre el amor de su madre hacia ella. Después de esto, su actitud ante Yū sobre sus estudios cambia radicalmente, llegando incluso a dejar que sea su hijo quien decida si quiere hacer los exámenes de ingreso para Tokio o no.
Ai Hasebe (長谷部 アイ Hasebe Ai?)
Es una de las compañeras de clase de Haruka en el espacio-tiempo presente, y una de sus mejores amigas. Es una experta en fútbol. Se siente atraída por Isami, quien inicialmente no parece corresponderla. Cuando Isami le hace a Haruka el mismo regalo que antes le entregó a Ai, se enfada mucho.
En un futuro espacio-tiempo de los que muestra la historia, se convierte en una respetada jugadora de fútbol, pero su pie sufre unos daños tan severos que tiene que ser amputado. Después de decaer, casi se suicida al intentar lanzarse desde la azotea del hospital, pero Isami se lo impide. En La'cryma, Ai es una respetada científica —Amamiku—, que intenta usar a Haruka para salvar su espacio tiempo aun estando cerca de Isami.
Isami Fujiwara (藤原 イサミ Fujiwara Isami?)
Otro de los amigos de Haruka en el presente espacio-tiempo. Vive con su hermano y su abuela, pues sus padres fallecieron. Aparenta ser fuerte por fuera, aunque le tenga miedo a los fantasmas, y constantemente se dirige a Yū como "niño de mamá" que no hace nada más que estudiar e ir a la escuela intensiva. Isami y Yū son muy íntimos, siendo la personalidad despreocupada de Isami un motivo de irritación para la naturaleza ansiosa de Yū.
Isami también es amigo de Ai, secretamente enamorada de él. Al principio Isami no parece interesarse por ella, pareciendo preferir mujeres mayores como su profesora. Sin embargo, se dan muestras conforme va avanzando la serie de que tiene ciertos sentimientos hacia Ai.
En un espacio-tiempo futuro mostrado, Isami se convierte en un delincuente después de la muerte de su abuela y se separa de su hermano. Después de una pelea con otra pandilla, pierde un ojo al tratar de proteger a uno de sus amigos, que sin embargo lo abandona. Sin demasiadas razones por las que vivir, decide ir con un cuchillo tras el chico que le causó la herida del ojo, pero entonces Yū le dice que él es el único que puede evitar que Ai acabe con su vida. En La'cryma, es un Caballero de Dragón, amigo de Karasu, que decide ayudarle a proteger a Haruka justo antes de ser asesinado por Noein.
Miho Mukai (向井 ミホ Mukai Miho?)
En el presente Espacio-tiempo, ella es una amiga cercana de Haruka, Ai, Isami y Yū. Aun cuando ella cree en aliens, fantasmas y cosas como esas. algunas veces hace creer en sus teorías de secuestros alienígenas a causa de los hechos sorpresivos en Hakodate. Ella desarrolla un vínculo con Atori cuando él pierde la memoria, quién al comienzo cree que es su hermana, cuando Atori muestra su recaída en su personalidad sicótica, es cuando ella lo insulta y lo amenaza de no hablarle de nuevo, lo cual lo devuelve a la normalidad.
En un potencial tiempo-espacio, ella es una chica usualmente deprimida, ya que no tiene amigos; todos la odian por ser rica. Después de estar encerrada dos semanas en su cuarto desarrolla una especie de psicosis, y no reconoce a su propia madre, al final el que la salva y trae devuelta a la realidad es Atori.
Ryōko Uchida (内田　涼子 Uchida Ryōko?)
Ella es una investigadora de los fenómenos cuánticos y del Proyecto Círculo Mágico. Inicialmente, su investigación involucra muchas persecuciones, que rápidamente desaparecen y parecen inútiles, pero después que ella y Kyouji se encuentran con los Caballeros de Dragón, ella descubre que el Proyecto Círculo Mágico, si es activado exitosamente, aniquilaría a toda la existencia y desde entonces ella está determinada a detenerlo bajo cualquier costo.
Ella inicialmente está irritada por la actitud y las bromas ocasionalmente libidinosas de Koriyama. Pero aparentemente conforme va avanzando la historia lo encuentra atractivo, y en el episodio final ella muestra síntomas de estar embarazada de él después de que es disparado.
Kyōji Kōriyama (郡山　京司 Kōriyama Kyōji?)
Él es el compañero de Ryoko, es su conductor y su guardaespaldas mientras ella está investigando los fenómenos cuánticos. Él no entiende mucho del trabajo de Ryoko, pidiendo explicaciones simples aquí y allá, pero de todos modos se inmiscuye alrededor de ella.
Él llega a brillar al final de la serie, cuando los tiempo-espacio están convergiendo y cuando el líder de una organización corrupta se rehúsa a dejar que Ryoko lo detenga. Él le dispara a Koriyama, verificando que no está afectado porque "¡aparentemente hay uno que no fue afectado por el disparo!", Koriyama permanece ileso después de que los tiempo-espacio se separan.
Yukie Nijou (二条　雪恵 Nijō Yukie?)
Ella es la profesora de Haruka y su grupo de amigos. Ella parece no levarse muy bien con Ryoko. Isami tiene una obvia atracción hacia ella.

### La'cryma
La'cryma existe en un tiempo-espacio de 15 años en el futuro. Ahí todo ha sido transformado a partículas cuánticas macroscópicas debido a un incidente en el pasado. Una única jerarquía llamada Orden Social de Reizu mantiene el dominio en este mundo, reinado por un supremo consejo de tecnócratas. Con la superficie del planeta inhabitable por los constantes ataques de Shangri'la, La'cryma ha sido forzada a vivir en la profunda subterraneidad, las masas de trabajadores no cualificados y los exiliados viven en los estratos más cercanos a la superficie mientras que los ciudadanos de élite viven en estratos mucho más profundos, y en áreas más protegidas y avanzadas. Un grupo, conocido como Los Caballeros de Dragón, existen para proteger a La'cryma de la invasión de Shangri'la y buscar al Torque del Dragón. Fueron originalmente más miembros, pero se han ido disolviendo conforme ellos mismo permanecían demasiado tiempo en un tiempo-espacio o el tiempo-espacio los rechazaba. Cada Caballero tiene acceso a varias armas formadas por su "layze" (Aparentemente sus cuerpos en estado cuántico pueden ser transformados por períodos limitado), conocida como Armas Spin". Una supercomputadora cuántica, llamada Simulador de Reizu, es la clave para la supervivencia de La'cryma que actúa como un observador de la realidad cuántica en ese tiempo-espacio, así es como sostiene su existencia. A través de cálculos la computadora mantiene la barreras dimensionales que protegen a La'cryma de a corrosión de Shangri'la y pueden abrir nuevas dimensiones para viajar a través de los tiempo-espacio.
Karasu (カラス?)
Él es Yū en un futuro tiempo-espacio, La'cryma, y es uno de los protagonistas del anime. Sin embargo, aunque su misión era encontrar al Torque de Dragón, Haruka, Karasu se desprendió de su conducto y se convirtió en el protector de Haruka. En su tiempo-espacio no pudo salvar a Haruka de la muerte y es así que juró proteger a las Harukas de los otros tiempo-espacio de cualquier cosa o personas. Su devoción es tal que incluso la tortura y los daños mortales no lo pueden detener; él inclusive brevemente se desequilibra cuando ella estuvo a punto de morir, desencadenando los recuerdo que tenía de su Haruka. Como resultado el asesina brutalmente a uno de los Caballeros Dragón y destruye una presa abriéndose paso y gritando "¡Ve! ¡El infierno te llama!". Incluso llegar a combatir a muerte con su amigo Isami/Fukurou en vez de permitir que Haruka sea dañada.
Él también se muestra irritado ante el Yū de nuestro tiempo-espacio, viéndolo como alguien débil e indeciso, aunque parece que él desprecia a Yū por su propia incapacidad de salvar a su Haruka. Ellos son en realidad muy parecidos, y tiene un lazo psíquico con Haruka, una desesperada necesidad por mantenerla segura, y una tendencia a la angustia y la duda. Karasu usualmente permanece resquebrajado emocionalmente.
Después de invadir a Shangri'la junto a Yū, Karasu destruye varias unidades de asalto, pero está horrorizado al encontrar otra versión de él mismo y Yū como una Némesis en Noein. Él ayuda a Yū en su rechazo de la existencia de Noein y es así como destruyen su poder y liberan a La'cryma.
No está completamente claro lo que sucede con él después de la destrucción de Noein, por desconectarse de su conducto desde los inicios de la serie estaba condenado a desaparecer de esa dimensión, lo cual lo mataría. En las escenas finales, él se transforma en Yū después de hablarle a Haruka sugiriéndole que se fusionaría a él.
Como todos los Caballero Dragón, el cuerpo de Karasu ha sido radicalmente alterado a un nivel cuántico - cuando se hace daño, el interior de su cuerpo es de color plateado y sangra partículas azules de raizu (nieve azul, como lo llamaban antes de saber lo que era), su "Arma Spin" consiste en muchos látigos negros como si fuera hilos que él puede controlar, con ello el puede coger o agarrarse de objetos o lugares distantes, puede crear escudos protectores y puede cortar la mayoría de cosas. También se le ha visto utilizando ráfagas de energía acumulada. Las espirales en las armas de los brazos de los Caballeros Dragón también pueden convertirse en espadas, a Karasu y a Fukurou se les vio utilizar este poder por un momento mientras tuvieron su lucha. Karasu es una palabra del japonés que significa Cuervo.
Debido a que han pasado 15 años y tiene la tensión de su vida en La'cryma, Karasu no es inmediatamente identificable como Yū. Mientras que Yū luce como un chico ordinario, Karasu tiene una piel pálida, cabello plateado cayendo sobre su cara, y vestido con una capa negra que cubre todo su cuerpo. a pesar de esas diferencias sus ojos son los mismos que los de Yū, y Haruka es la que vio las semejanzas entre ellos.
Fukurou (フクロウ?)
Él es el Isami del mismo tiempo-espacio futuro que Karasu. Él también se convirtió en un Caballero Dragón. A diferencia de la atormentada personalidad de Karasu, Fukurou ha logrado conservar su sentido del humor y su estilo de personalidad y su lema parece ser "No te preocupes". Siendo el mejor amigo de Karasu, Fukurou falló en su misión de matar a Karasu cuando fue declarado un traidor decidiendo ayudarlo. Sin embargo, Noein mató a Fukurou después de que Haruka cambió el futuro en el moría Karasu. Fukurou es un amigo cercano de la futura Ai, y expresó su deseo de verla una vez más cuando murió. Las "Armas Spin" de Fukurou parecen ser simples ráfagas de energía.
Él parece encontrar a nuestro tiempo-espacio menos doloroso que el de Karasu, mirando con afectividad a Ai, y él mismo y Yū jóvenes libres, y pidiéndole a Yū y a Isami que "no dejen de ser amigos". Como Karasu, él luce muy diferente de su yo de nuestro tiempo-espacio - alto, musculoso, con una larga cola en su cabello y un solo ojo (presumiblemente lo perdió en la pelea de pandillas en su adolescencia). Fukurou es una palabra japonés que significa búho
Atori (アトリ?)
Es una Caballero Dragón descendiente del medio oriente, el parecer ser un tipo alto y escuálido con ojos púrpuras sobresalientes, labios oscuros y una punta larga de cabello rubio que cuelga sobre su cara. Al, como originalmente se llamaba, fue testigo de la muerte de su hermana de un daño traumático y mortal causado por pisada de una mina cuando era una niña. El incidente le dejó heridas muy profundas que no, y se convirtió en un homicida iracundo y violento a lo largo del tiempo.
Aunque Atori parece pelear en contra de la causa de los otros Caballeros Dragón, después prefiere usar métodos muy diferentes, aunque estos métodos extremos aseguren su trabajo. Después de traicionar a los Caballeros Dragón y esforzarse en destruir al Torque del Dragón, corta su conducto y se mantiene atrapado en el tiempo-espacio de Haruka. Cuando Atori interviene en la pelea de Karasu y Fukurou, él pierde su memoria y se convierte en un tipo inocente y aparentemente inofensivo. Cuando recién conoce a Miho, cree que es su hermana menor. Al comienzo atemoriza a Miho; cuando ella niega que sea Sara, Atori entra en confusión. Privado por su odio anterior, que incluso ayuda al fatalmente herido Karasu a que duerma cuando "la niña está llorando" y defiende a todos de los ataques de Kosagi. Miho y Atori desarrollan unos lazos muy profundos, que parece influenciarle en su personalidad una vez que recupera su memoria, peleando así para proteger a los amigos del tiempo-espacio de Haruka. En las últimas instancias de la serie, Atori muere al tratar de proteger a los amigos del tiempo-espacio de Haruka en la segunda invasión de Shangri'la.
Las armas Spin de Atori parecen estar basados en ataques con los rayos. Él puede cargar y liberar varias ráfagas. En la batalla final, Atori se transforma en una gran bestia cuántica para luchar contra los invasores de Shangri'la, bloqueando el círculo que permitía a las naves de Shangri'la ingresar en nuestro tiempo-espacio. Atori aparentemente muere cuando el círculo colapsa en él. Atori es una palabra japonesa que significa Fringillidae.
Kosagi (コサギ?)
Ella es una Caballero Dragón que convirtió su amor a Karasu en odio debido a su traición. Ella también odia a Haruka por causar la traición de Karasu, viéndola como nada más que un objeto. Sus ganas de entender esas fuerzas que llevan a Karasu a cometer tales actos, llevan a Kosagi a cortar su conducto y así entender los motivos de Karasu, de esa manera puede llegar a ver la muerte de Karasu. Pero con el tiempo, ella comprendió la verdad y finalmente retornó a La'cryma para destruir la computadora principal y así poner fin a la invasión.
Las armas Spin de Kosagi, es una especie de arco que se desprenden de su brazo derecho y dispara fogonazos de energía. Kosagi es una palabra japonesa que significa garceta. véase Egretta garzetta
Tobi (トビ?)
Él es un Caballero Dragón, que domina la parte técnica del futuro espacio-tiempo. Aunque es un débil en el combate, ha demostrado ser un miembro valioso de los caballeros. Fue uno de los Caballeros del Dragón que se fueron de La'cryma con Atori, y se aliaron a Karasu. Tobi ha permanecido en nuestro tiempo y, finalmente, una vez desaparecido el peligro terminó. Tobi no ha mostrado ninguna armas spin, aunque se supone que tiene uno así como los demás caballeros dragón. Tobi es una palabra del japonés que significa milano. véase Milvinae.
Isuka (イスカ?)
Él es uno más de los Caballeros Dragón que acompañó a Atori y a Tobi hacia el espacio-tiempo de Haruka, provenientes de La'cryma. Después de quitarse su conducto, expresó que si desaparecía en un espacio-tiempo pacífico sería feliz. Fukurou y Karasu viajaron de La'cryma al espacio-tiempo de Haruka persiguiéndolos. Cuando Atori le ordenó matar a Haruka, Karasu se vio obligado a matarlo. Las últimas palabras de Isuka fueron que ahora podría estar en paz. El arma Spin de Isuka consta en cargar energía en sus puños y liberarla como explosiones de energía en forma de puños hacia su objetivo. Isuka es una palabra japonés que significa piquituerto.
Amamiku (アマミク?)
Ella es la Ai de La'cryma, trabaja como científica en las oficinas de la base principal de los Caballeros Dragón hasta que fue arrestada por permitir que Haruka escapara hacia su espacio-tiempo.
Lily (リリ Riri?)
Es la hija de Miho en La'cryma y ayuda a Haruka cuando ella le pide que le muestre un camino hacia la superficie, y encuentra un lugar en donde esconderse Haruka y Yū cuando los Caballeros Dragón estén tras ellos. Miho está ciego en La'cryma, por lo que Lily actúa como sus ojos. Lily se asemeja muchísimo a su madre, pero es más desconfiada.
Haruka Kaminogi (上乃木 ハルカ Kaminogi Haruka?)
Nunca se le ve llega a ver viva en La'cryma, sólo se le ve en flashbacks. Más tarde Karasu explica que Haruka se sacrificó para salvar la vida en La'cryma - y a él específicamente - siendo parte de una gran computadora cuántica que defendería a La'cryma de Shangri'la. esto da a entender que ella también habría podido tener poderes similares a los de Haruka de nuestro tiempo-espacio.
Aunque ella nunca aparece, Haruka escucha la llamada telefónica de un fantasma pidiéndole que cuida de Karasu y de Yū. También se le vio brevemente cuando a Haruka en La'cryma en flashbacks. Algunos de estos su fallecimiento en el interior de un tubo de vidrio, mientras uno (como Karasu siendo torturado) muestran a una chica alta de cabello plateado en la parte posterior.

### Shangri'la
Noein (ノエイン?)
Él es el antagonista epónimo del anime, inicialmente aparece como la máscara flotante de un cuerpo espectral, ocasionalmente revelando su deseo de "rescatar" a Haruka y eliminar a cualquiera que interfiera. Pero en realidad, Noein es otro Yū de un espacio-tiempo diferente, uno que sobrevivió de un accidente automovilístico en el que murieron la Sr. Yukie, Isami, y Ai, mientras que fue forzado a ver como Haruka se consumía a causa de la llamas que emanaban del automóvil a causa de este siniestro. Sin saber que hacer para poder aguantar el dolor de perder a Haruka, Noein decide buscar a una nueva Haruka en un espacio-tiempo distinto solo para encontrar que cada Yū en cada espacio-tiempo sentía el mismo dolor y sufrimiento por perder a su respectiva Haruka. En cada espacio-tiempo se llenaba de dolor, muerte y pena; creando así a Shangri'la como el primer paso para lograr su plan: Usar el poder del Torque del Dragón para eliminar toda existencia y comenzar las cosas de nuevo.
En el proceso de este intento, Noein pierde su humanidad al punto de parecer una versión raquítica, albina, y demacrada versión de Yū, se le llega a ver así cuando se quita su máscara y emerge de su cobertura gelatinosa. Aunque él está claramente enamorado de Haruka. Los sentimientos de Noein es una mezcla retorcida de amor y odio que no solo siente por ella sino también por sus otros ignorantes Yo. Como resultado, aunque él fue Yū una vez, Noein ya no es el mismo que sus otros Yo y es incapaz de recordar su verdadero pasado. Él es aún más nihilista que su contraparte de La'cryma. Al final, la existencia de Noein fue negada por Haruka y sus otros Yo. Incapaz de soportar la situación y a sus contrapartes diciéndole tales cosas. Noein lamentándose decía: ¿Quién soy yo? y sus peones emergían de su cuerpo para rondar alrededor de su cuerpo moribundo, solo quedándose con su máscara y con sus visiones deseando que se hagan realidad.
Los otros
Eran los residentes de Shangri'la, Ellos fueron originalmente residentes de otros espacio-tiempo que desearon vivir en el mundo de Noein, desechando sus cuerpos y viviendo como conciencias colectivas que sirven meramente a la voluntad de Noein. Ellos tienen la apariencia de un caballo de mar de metal. Cuando Noein muere, ellos dejan el cuerpo de Noein y retornan a sus respectivos mundos.

### Otros espacio-tiempo
El vagabundo del tiempo
Es una misteriosa figura que solamente se le aparece a Haruka, que se presenta como un hombre anciano con un sombrero que cubre la parte superior de su rostro a excepción de un ojo. Él proporciona varios crípticos, (a menudo muy útiles) consejos y advertencias a Haruka. Cerca del final de la serie se trasforma en el Uróboros.

## Lista de Episodios
1.  Nieve Azul
2.  Huida
3.  Caza
4.  Amigo
5.  Y entonces ...
6.  Dimensión de lágrimas
7.  Hermosa persona
8.  Secreto
9.  Más allá del tiempo
10. Una Noche Tormentosa
11. Desconectado
12. Batalla
13. Deseo
14. Memoria
15. Shangri'la
16. Repetición
17. Dilema
18. Pesadilla
19. Recuerdo
20. Una vez más
21. Ilusión
22. Hacia el futuro
23. Final
24. Inicio

## Theme songs
Opening theme:
- "Idea" por Eufonius

Ending theme:
- "Yoake no Ashioto" (夜明けの足音?) por Solua